# بارداری خارج رحمی
بارداری خارج رحمی، بارداری بیرون از رحم یا حاملگی خارج از رحم (به انگلیسی: Ectopic pregnancy) زمانی رخ می‌دهد که تخمک بارور در جایی به‌جز دیواره رحم کاشته شود.
گاهی تخمک بارورشده به سوی رحم نمی‌رود و در بین راه، مثلاً درون لوله فالوپ (لوله رحم) لانه‌گزینی نموده و رشد را آغاز می‌کند یا حتی اصلاً وارد لولهٔ فالوپ نمی‌شود و در لگن یا داخل حفره صفاقی رشد را آغاز می‌کند، که به این حالت‌ها بارداری نابجا می‌گویند.
بارداری نابجا اصولاً به زایمان طبیعی نوزاد زنده نمی‌انجامد و به محض تشخیص باید جنین خارج شود. در صورت تأخیر در تشخیص و درمان احتمال شوک و مرگ مادر وجود دارد.

## عوامل افزایش خطر ابتلا
- استفاده از دستگاه جلوگیری از بارداری که داخل رحم قرار می‌گیرد (آی.یو. دی).
- سابقه عفونت‌های شکمی یا لگنی
- وجود چسبندگی‌ها (رشته‌های بافت جوشگاهی) در اثر اعمال جراحی
- سابقه بارداری در لوله‌های رحمی
- سابقه جراحی بر روی لوله‌های رحمی یا رحم
- سابقه آندومتریت (التهاب آندومتریوم، بافت پوشاننده سطح داخلی رحم) در بیمار باشد.
- وجود ناهنجاری در رحم[۱]

## علائم بروز بارداری خارج رحمی
1. لکه بینی
2. تأخیر در عادت ماهانه
3. مثبت بودن آزمایش خون بارداری یا βhCG (در ۹۹٪ موارد)
4. درد تقریباً زیاد در زیرشکم
5. حساسیت در لمس شکم
6. دیده نشدن کیسه بارداری درون حفره رحم (سر جای اصلی) در تصاویر سونوگرافی البته با کمک گرفتن از سونوگرافی ترانس واژینال

## درمان

### درمان دارویی
درمان زودهنگام بارداری‌های خارج از رحم به کمک متوترکسات یکی از روش‌های مناسب و کارا می‌باشد که به عنوان جایگزینی مناسب برای مداخله جراحی در دهه ۱۹۸۰ میلادی پدید آمد. متوترکسات که یک مهارکننده تولید اسید فولیک است با اتصال به آنزیم دی هیدروفولات ردوکتاز از تبدیل دی هیدروفولات به تتراهیدروفولات که شکل فعال فولات است، جلوگیری به عمل می‌آورد. فولات برای ساخت پورین‌ها و پیریمیدین‌ها که در ساختار DNA و RNA حضور دارند ضروری است. با توقف تولید پورین‌ها و پیریمیدین تولید RNA ,DNA و پروتئین هم در سلول متوقف می‌شود. به این ترتیب اگر متوترکسات در اوایل بارداری تجویز شود رشد جنین متوقف می‌شود که این حالت سبب سقط جنین خواهد شد.

### مداخلات جراحی
زمانی که خون‌ریزی رخ داده باشد، توده جنینی بزرگ‌تر از ۳٫۵ سانتی‌متر باشد یا میزان β-hCG بیش از ۶۰۰۰mIU/ml باشد می‌توان از مداخلات جراحی کمک گرفت. جراحان برای دسترسی به لگن از لاپاروسکوپی یا لاپاروتومی کمک می‌گیرند. سپس لوله فالوپ آسیب‌دیده با توجه به میزان جراحت تحت سالپینگوستومی یا سالپینژکتومی قرار می‌گیرد. برخلاف سالپینژکتومی که لوله رحمی از بدن فرد خارج می‌گردد، در سالپینگوستومی تنها محتویات لوله‌های رحمی تخلیه می‌گردد. برآورد می‌شود که %۱۱–۰٫۵ بارداری‌های خارج رحمی تحت مداخلات جراحی قرار می‌گیرد. نخستین جراحی موفق برای بارداری خارج‌رحمی توسط رابرت لاسن در سال ۱۸۸۳ انجام شد.

## نگارخانه

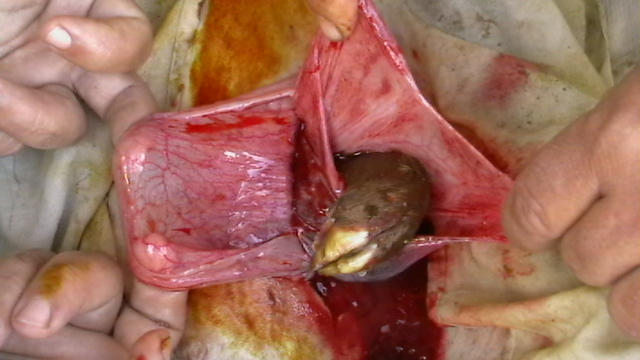
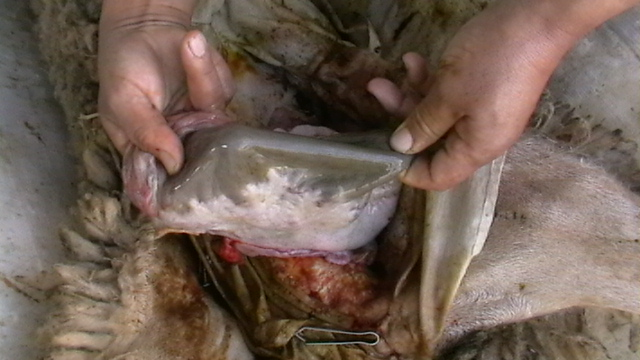
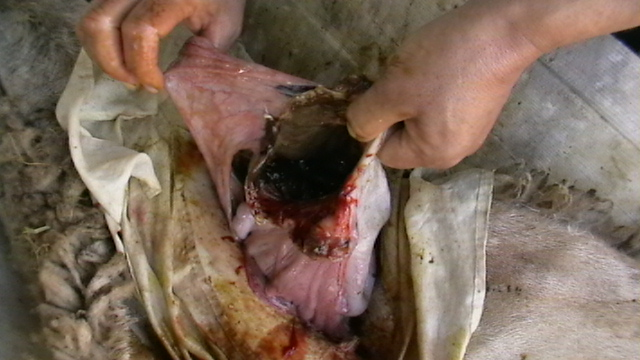
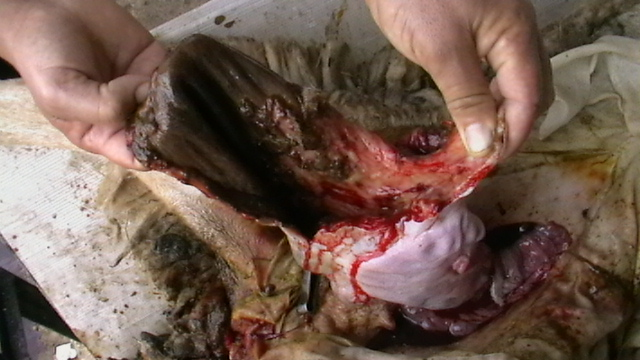
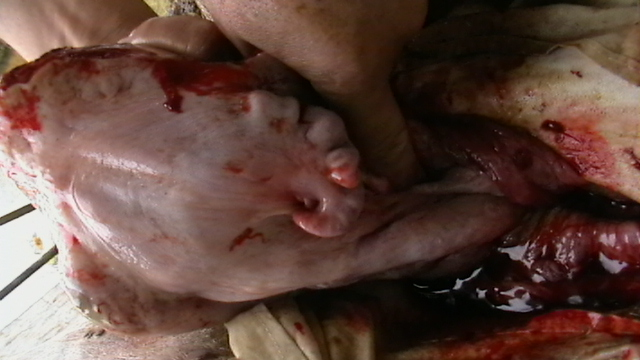
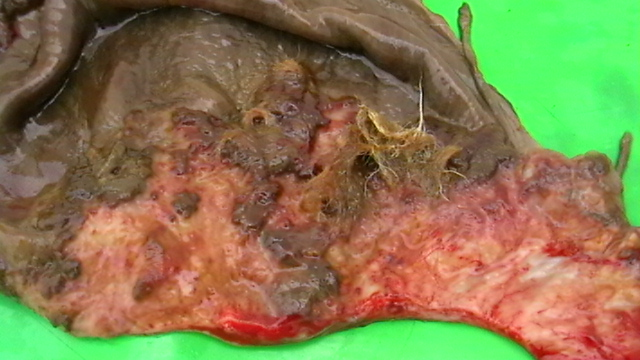